# 16 (nombre)
Pour l’article ayant un titre homophone, voir de Sèze.
Pour les articles homonymes, voir 16 (homonymie).
Le nombre 16 (seize) est l'entier naturel qui suit 15 et qui précède 17.

## En mathématiques
Le nombre 16 est :
- la quatrième puissance de 2, donc un carré parfait et un nombre composé, dont les diviseurs propres sont 1, 2, 4 et 8 ;
- la somme des quatre premiers nombres impairs (1 + 3 + 5 + 7 = 16) ;
- le seul entier pour lequel il existe des couples d'entiers distincts (m, n) (m = 4 et n = 2 ou inversement) tels qu'il soit égal à la fois à {\displaystyle m^{n}} et {\displaystyle n^{m}}. Il possède cette propriété car {\displaystyle 2^{2}=2\times 2} ;
- le plus petit carré qui soit un nombre brésilien car 16 = 227 ;
- égal à  2↑↑3, (en utilisant la notation des puissances itérées de Knuth) ;
- un nombre pentagonal centré ;
- la base du système hexadécimal, qui est utilisé fréquemment en informatique.

## Dans la société humaine: 16 ans
16 est l'âge limite pour être autorisé à posséder un permis de conduire dans beaucoup d'États des États-Unis et au Canada et pour obtenir un travail dans la plupart des États ou provinces de ces pays (ainsi que, de façon complémentaire, le départ de l'école). C'est aussi la majorité sexuelle pour différentes justices à travers le monde.

## Dans d'autres domaines
Le nombre 16 est aussi :
- le nombre d'onces pour faire une livre anglo-saxonne.
- le nombre de personnalités différentes en tout dans le système de classification de Myers-Briggs.
- le nombre d'arrondissements de Marseille.
- le nombre de vers composants un seizain.
- le numéro atomique du soufre, un non-métal.
- le numéro de la sourate An-Nahl dans le Coran.
- les Seize Royaumes, une partie de l'histoire chinoise.
- le nombre d'années de mariage pour les noces de saphir.
- le numéro du département français de la Charente.
- le procès des seize, un procès s'étant tenu à Moscou en 1945.
- le canal 16, canal maritime international de détresse en VHF.
- le titre d'une chanson du groupe punk rock américain Green Day sur leur album 39/Smooth.
- un modèle de voiture de la marque Renault.
- en numérotation romaine :
  - Louis XVI, roi de France au moment de la révolution française.
  - Grégoire XVI, pape.
  - Charles XVI Gustave né Carl Gustaf Folke Hubertus Bernadotte (en suédois Carl XVI Gustaf), né le 30 avril 1946, est le roi de Suède depuis le 15 septembre 1973.
  - Benoît XVI, pape de 2005 à 2013, successeur de Jean-Paul II.